# Cantone di Montbazens
Il Cantone di Montbazens era una divisione amministrativa dell'arrondissement di Villefranche-de-Rouergue.
A seguito della riforma approvata con decreto del 21 febbraio 2014, che ha avuto attuazione dopo le elezioni dipartimentali del 2015, è stato soppresso.

## Composizione
Comprendeva i comuni di:
- Brandonnet
- Compolibat
- Drulhe
- Galgan
- Lanuéjouls
- Lugan
- Maleville
- Montbazens
- Peyrusse-le-Roc
- Privezac
- Roussennac
- Valzergues
- Vaureilles